# Digit ratio

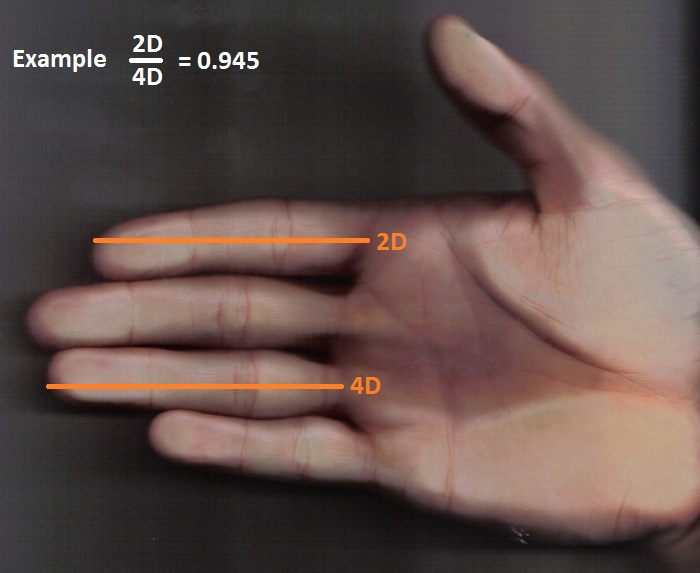
Esempio di calcolo del digit ratio. Mano destra con il dito indice più breve dell'anulare, risultante in un piccolo 2D:4D ratio, ciò indicherebbe un'elevata esposizione al testosterone nell'utero materno.

Digit ratio è il termine col quale si indica il rapporto fra la lunghezza del dito indice e del dito anulare della mano destra: la misurazione avviene dal punto centrale della piega inferiore (dove il dito si unisce alla mano) sino alla punta del dito. È stato suggerito da alcuni studi che il rapporto tra la lunghezza del 2° dito (l'indice) e il 4° (l'anulare), è influenzato dall'esposizione agli androgeni come il testosterone, all'interno dell'utero materno e che questo rapporto 2D:4D può essere considerato una misura approssimativa dell'esposizione prenatale agli androgeni, i rapporti bassi 2D:4D sembrerebbero correlare con una maggiore esposizione prenatale agli androgeni.: un indice più lungo si tradurrà in un rapporto maggiore di 1, mentre un dito anulare più lungo si tradurrà in un rapporto minore di 1.
Il rapporto 2D:4D è anche indice di dimorfismo sessuale: mentre il secondo dito è tipicamente più corto sia nelle femmine che nei maschi, la differenza tra la lunghezze delle due dita è maggiore nei maschi rispetto alle femmine Diversi studi hanno dimostrato una correlazione tra il 2D:4D e varie caratteristiche fisiche e comportamentali.
Vi è da specificare che gran parte della voce si fonda su ipotesi basate su studi epidemiologici di tipo osservazionale con numeri di arruolati nell'ordine di diverse migliaia di soggetti: mancano ancora dati di studi a carattere prospettico su una popolazione adeguatamente numerosa, che sono a tutt'oggi in corso.
Anche se alcuni studi hanno affermato di mostrare una correlazione fra 2D:4D ratio e vari tratti comportamentali e fisici, questi studi sono stati criticati per i loro risultati irriproducibili e contraddittori, esagerate dichiarazioni di utilità,, e mancanza di protocolli di ricerca di alta qualità.

## Tecniche di misura
I primi studi hanno adottato una misura tramite calibro direttamente sulla mano, studi successivi usano la fotocopia della mano. Un'analisi comparativa evidenzia che la nuova tecnica tende a sottostimare il rapporto, sia tramite una misura "più corta" del dito indice, sia tramite una "più lunga" dell'anulare, e che le differenze crescono se cambiano i protocolli adottati per misurare la lunghezza, al punto da sconsigliare un confronto fra studi con tecniche di misura diverse, oppure di adottare due tecniche di misura nello stesso studio. La differenza è attribuita a un differente accumulo di grasso nelle dita, variabile col sesso e l'orientamento sessuale.
I campioni prendono in genere in considerazione persone in grado di muovere la mano e flettere le dita, per cui la lunghezza del dito è misurata sul piano con le dita chiuse. La convessità della mano o di una falange nel dito mignolo, la lunghezza delle unghie possono interessare tuttavia nella diagnosi prenatale di varia malattie genetiche (trisomia).

## Relazione con i livelli ormonali
La lunghezza del dito indice risulta tanto maggiore quanto più è elevata la quantità di ormoni estrogeni nel feto durante i nove mesi di gravidanza, mentre la lunghezza del dito anulare è proporzionale alla concentrazione plasmatica di testosterone nel feto.
La verifica è stata effettuata riscontrando un coerente dimorfismo sessuale: il digit ratio nei neonati di sesso femminile è mediamente uguale a uno (cioè le dita sono di pari lunghezza), mentre quello dei neonati di sesso maschile è minore di uno (prevalenza del testosterone sugli ormoni estrogeni).
Le madri hanno mostrato un digit ratio più alto di quello dei neonati maschi e femmine, con una differenza maggiore fra la madre e la figlia femmina. La concentrazione di ormoni nel plasma era coerente. Tuttavia i valori della popolazione femminile prossimi a uno non sono stati coerenti con quanto era predicibile dalla differenza nel rapporto androgeni/estrogeni fra uomo e donna: la differenza era pari a un ordine di grandezza, ovvero 10 volte inferiore nella donna rispetto all'uomo.

## Distribuzione statistica del digit ratio

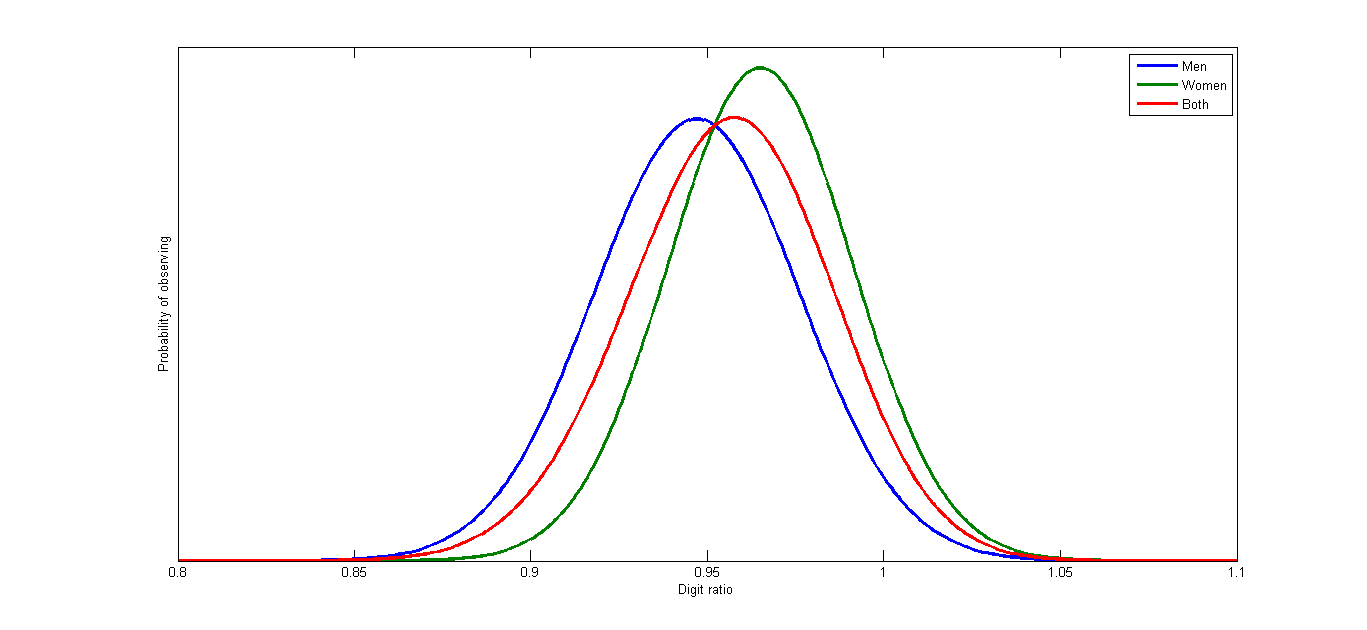
Una rappresentazione grafica della distribuzione: Uomini (in colore blu), Donne (verde), e la popolazione complessiva (rosso). Condotto dall'Università dell'Alberta, e ipotizzando una distribuzione normale.

Da uno studio condotto sulla mano destra 136 maschi e 137 femmine presso l'Università dell'Alberta risulta che:
- Maschi: media 0,947, deviazione standard 0,029.
- Femmine: media 0,965, deviazione standard 0,026.

Supponendo una distribuzione normale, da questi dati si deduce che c'è una probabilità del 95% (detta anche livello di confidenza) che il valore del rapporto 2D:4D sia compreso tra 0,889-1,005 per i maschi, e che per le femmine cada nell'intervallo di valori 0,913-1,017.
Non sono noti studi comparativi della distribuzione del digit ratio condotti misurando e confrontando il valore per mano destra e mano sinistra tra loro e/o rispetto ai tratti somatici o psico-somatici di presunta correlazione, in modo da evidenziare quanto la parte destra rispetto alla sinistra si riveli un maggiore "marcatore" di tutto ciò che è stato associato a tale rapporto, sia nella popolazione maschile che in quella femminile.

### Variabilità geografica e con i gruppi etnici
Manning e colleghi hanno dimostrato che il rapporto 2D:4D varia sensibilmente tra i diversi gruppi etnici: i bambini Han avevano i più alti valori medi di 2D:4D (0,954 ± -0,032), seguiti dai Berberi (0.950 ± 0,033), dagli Uiguri (0.946 ± 0.037), mentre i bambini giamaicani avevano la media più bassa (0,935 ± 0,035). Questa variazione è molto superiore rispetto alle a quelle esistenti fra i sessi; nelle parole di Manning, "È più alta della differenza tra un polacco e un finlandese, o tra un uomo e una donna"
Tuttavia va notato che gli errori associati a ciascun dato 2D:4D non sono di entità tale da pensare che ci possano essere variazioni fra diverse etnie: infatti il rapporto per i bambini Han (0,954 ± -0,032) può considerarsi da 0,922, mentre il rapporto per i bambini giamaicani (0.935 ± 0.035) può raggiungere lo 0.970. Pertanto sono necessarie ulteriori ricerche, che garantiscano una misurazione quanto più accurata per stabilire se l'appartenenza etnica sia un fattore di variabilità per il rapporto 2D:4D.

## Significato clinico
Il rapporto esprime la quantità di testosterone e estrogeni che la madre trasferisce nell'utero al feto durante il periodo gestazionale.
Gli studi clinici hanno mostrato che era alta la percentuale di individui col dito anulare più lungo dell'indice nei campioni maschili che avevano tratti psicosomatici che si definiscono durante la gravidanza e che sono attribuibili ad un alto livello di testosterone:
- tratti psicologici e caratteriali: individui divenuti sportivi di professione[19][20], propensione al rischio, al ragionamento e allo studio delle materie logico-matematiche[21], attività sessuale e numero di partner avuti[22][23];
- tratti somatici: viso regolare e tratti mascolini attrattivi da parte delle donne[24], fertilità[25][26] e lunghezza del pene sottoposto ad allungamento meccanico da parte del medico, lunghezza che si è ipotizzata proporzionale, ma che è comunque diversa dalla lunghezza del pene in erezione.[27] Invece non sono stati esaminati altri aspetti della vita sessuale come lunghezza e larghezza del pene in erezione, incidenza di eiaculazione precoce, durata dell'erezione e del periodo refrattario.

Il rapporto fra estrogeni e androgeni non è costante nel tempo perché la produzione di un ormone e del suo antagonista varia durante la vita anche e soprattutto con fattori ambientali e non genetici, come l'alimentazione, lo stile di vita, l'apporto dall'esterno di ormoni sintetici o di sostanze stimolanti la loro produzione, che possono modificare la funzionalità di una ghiandola endocrina (si pensi all'insulina e al diabete mellito di tipo 1).
Questi argomenti indurrebbero a ritenere che:
1. il digit ratio del feto non è collegabile con quello della madre, che alla nascita poteva presentare un rapporto estrogeni/androgeni variabile nella vita fino al momento della gravidanza. Invece, sono stati rapportati negli studi comparativi fra madre e neonato;
2. non è possibile stabilire dalla forma della mano quanto testosterone e quanti estrogeni hanno un uomo o una donna nel sangue al momento della misurazione: un digit ratio differente nel soggetto dalla sua media può al limite essere considerato un marcatore del rischio di scompensi "attuali" fra i livelli di estrogeni e testosterone, da verificare con altri esami, dato che tali livelli erano fuori range durante il periodo della gravidanza (digit ratio fuori dalla media), mentre questo aspetto non si sarebbe mostrato nel periodo prenatale nella popolazione adulta che presenta un rapporto fra i due ormoni generalmente nella norma.

Uno degli studi più vasti condotti in merito su 2.000 tra uomini e donne ha confermato che a più basso digit ratio non corrispondeva una più alta concentrazione di testosterone nell'uomo adulto. Tuttavia gli studi di Manning (pioniere delle ricerche sul 2D:4D) su un campione di 500 sportivi, ha mostrato al contrario che il digit ratio basso è proporzionale alla performance sportiva in età adulta (in ordine decrescente: squadra nazionale/serie A/dilettanti/ giovanile /non-praticanti; senza avere tuttavia misurato i livelli plasmatici di testosterone): occorre allenarsi, ma campioni si nasce piuttosto che diventarlo.
Nel 2010 uno studio inglese ha scoperto di contro che un grande valore del rapporto 2D:4D indicano una positiva correlazione della psicopatia nelle femmine, e una positiva correlazione di insensibilità (psicopatia sub-scala) nei maschi.
La valutazione globale di questi studi suggerisce che i fattori ambientali possono modificare il rapporto androgeni/estrogeni per valori inferiori o in linea con la media, non per valori superiori alla media, quale è la performance di un atleta. Date le differenze esistenti fra cervello maschile e femminile, che terminano la loro formazione nei nove mesi di gravidanza, e che si ipotizza essere governate dal rapporto fra ormoni androgeni ed estrogeni, si è tentato di correlare il digit ratio alla preferenza dell'omosessualità o dell'eterosessualità. Tuttavia, oltre alla mancata conferma di una correlazione fra digit ratio e testosterone in età adulta (per valori mediani o deficit di questo ormone), nessuna correlazione tra omosessualità e digit ratio alto è stata riscontrata sia per gli uomini, che per le donne.
Non esiste una spiegazione chimico-anatomico-fisiologica del fatto che il livello di estrogeni e testosterone debbano necessariamente portare nel feto a una determinata forma delle mani, così come tale meccanismo non è noto nemmeno per gli altri tratti psicosomatici differenti tra uomo e donna. Né è mai stato condotto in merito uno studio epidemiologico esteso, negli anni e su un campione di migliaia di individui. Uno studio del 2011 cerca di motivare il digit ratio con la maggiore attività nel dito anulare rispetto al medio, sia dei recettori di ormoni androgeni che dei recettori di estrogeni: l'inattivazione dei recettori di androgeni e l'apporto di estrogeni decrescono la lunghezza del dito 4, mentre l'inattivazione dei recettori di estrogeni e l'apporto di testosterone aumentano la lunghezza e quindi il digit ratio.

## Spiegazione degli effetti del digit ratio
Non è chiaro il motivo per cui il rapporto 2D:4D sia influenzato dagli ormoni prenatali. Sono noti in letteratura scientifica esempi che mostrano effetti simili, come le oto-emissioni acustiche, o il rapporto tra le lunghezze di braccio e tronco. Si è ipotizzato che un'unica comune famiglia di geni (Pleiotropia), quella dei geni Hox, fossero responsabili dello sviluppo sia del pene sia delle dita nella mano.
Si è ipotizzata l'esistenza di un'azione diretta da parte degli ormoni sessuali sulla crescita ossea, con un'azione di regolazione dei geni Hox nello sviluppo delle dita, ovvero in una via indipendente da tali geni. Tuttavia non è ancora chiarito per quale motivo il rapporto 2D:4D sulla mano destra dovrebbe essere più evidente e marcato di quelli che sulla mano sinistra, come è indicato dalla maggiore differenza, fra uomini e donne, a destra piuttosto che a sinistra . e, in modo trasversale a uomo e donna, per gli altri tratti psico-somatici che sono stati correlati ad alti o bassi livelli di 2D:4D.

## Correlazione 2D:4D e tratti psico-somatici
Tabella esplicativa delle varie correlazioni.
|                                    | Basso digit ratio (rapporto<1) | Alto digit ratio (rapporto>1) |
| ---------------------------------- | --- | --- |
| Fisiologia e malattia              | | - Minore conta di spermatozoi. - Maggiore rischio di malattia cardiache nei maschi. - Maggiore rischio di obesità e sindrome metabolica nei maschi. - Ridotto rischio di cancro alla prostata. - Dimensioni e peso ridotti alla nascita nei maschi. |
| Disordini psichiatrici             | - Maggiore incidenza di ADHD nei maschi. - Maggiore diffusione della sindrome di Asperger e di altri disordini riconducibili all autism spectrum (in studi "a doppio cieco", quando si confronta il 2D:4D con la normale popolazione di controllo). - Ridotto rischio di anoressia nervosa nelle femmine e di disordini alimentari nei maschi. | - Maggiore tasso di depressione nei maschi. - maggiore tasso di schizofrenia. - Maggiore tasso di psicopatia nella popolazione femminile. - Minore rischio di sviluppare dipendenza da alcool. - Ridotto rischio di sviluppare dipendenza da video game. - Aumento delle crisi di ansia nei maschi. |
| Comportamento fisico e competitivo | | - Ridotta performance sportiva. - Ridotta abilità nel trading finanziario. - Ridotti skill relativi ad un leader autorevole. |
| Capacità cognitive e personalità   | - Assertività nelle femmine. - Aggressività nei maschi. - Modo di scrivere maschile. - Percezione di un carattere dominante e mascolino a partire dal volto. - Abilità musicale e rango riconosciuto dai maschi, nell'ambito di un'orchestra. - Rendimento scolastico. - Abilità in matematica.                                                | - Tratti di personalità correlati col digit ratio più alti quanto più si è "femminilizzati". - Credenze su fatti paranormali e superstizioni negli uomini con digit ratio più alto. - Punteggi più alti agli esami fra gli studenti maschi. |
| Capacità di Management             | - Leadership. - Innovazione. | |
| Percezione sensoriale              | | - Percezione olfattiva. - La percezione del colore. - Percezione tattile. |
| Orientamento sessuale              | - Le lesbiche hanno un rapporto più basso, in media, rispetto alle donne eterosessuali. - Gli uomini bisessuali hanno un digit ratio inferiore a quella degli uomini esclusivamente omosessuali e di volontari reclutati indipendentemente dall'orientamento.                                                                                  | - Nella popolazione femminile, preferenza sessuale verso uomini dai tratti più mascolini e gay con un più alto digit ratio; la preferenza per un tipo di viso mascolino significa un mentalità più "femminilizzata". - Le lesbiche hanno più probabilità di essere associabili a tratti femminili e meno probabilità di essere butch, se il digit ratio è alto. - Omosessualità per gli uomini, secondo gli stessi studi. Altri studi hanno contestato ciò: alcuni hanno dimostrato che il digit ratio negli uomini omosessuali è simile o inferiore, agli uomini eterosessuali. Uno studio concluse che le differenze dipendevano da variazioni geografiche. Ma questo dato è stato messo in discussione in una meta-analisi di 18 studi che hanno suggerito che l'etnicità, piuttosto che la geografia, spiegano le differenze che in precedenza si attribuivano e misuravano fra uomini aventi orientamenti sessuali diversi. La meta-analisi ha concluso che non vi sono differenze significative nel rapporto 2D:4D tra gli uomini secondo l'orientamento sessuale. |

### Nella popolazione transessuale MtF
Uno studio condotto in Germania ha trovato una correlazione tra il rapporto 2D:4D e il transessualismo MtF (Male-to-Female). Donne trans sono state trovate ad avere un rapporto maggiore rispetto alla popolazione cisessuale maschile, ma che era paragonabile con la stessa popolazione di cisgender donne.

### Digit ratio e sviluppo
Esistono evidenze scientifiche secondo le quali il 2D: 4D impatta sullo sviluppo umano e sulla crescita. Ronalds et al (2002) hanno mostrato che gli uomini che hanno avuto un peso della placenta sopra la media e lunghezza del cordone ombelicale minore avevano un maggiore 2D:4D nella età adulta. Inoltre, studi sulla correlazione con la forma del viso suggeriscono che l'esposizione al testosterone nei primi anni di vita può determinare alcune caratteristiche per lo sviluppo successivo. Fink et al (2004) trovarono che uomini con basso 2D:4D (che indica alto tassi di testosterone) e le donne con alto 2D:4D (che indica alti tassi di estrogeni) esprimono maggiori livelli di simmetria del volto.

## Distanza ano-genitale
La distanza ano-genitale, come il digit ratio, è una misura usata per tradurre il livello di alcuni ormoni a cui l'individuo è stato esposto in utero e forse nella prima infanzia. Questo metodo, dapprima sviluppato e utilizzato come modello dai biologi su animali da laboratorio o catturati in natura, è stato poi applicato anche sugli esseri umani nell'ambito di studi sugli interferenti endocrini. La distanza ano-genitale è inoltre un marker di alterazione del sistema endocrino indicatore dei livelli androgeni/estrogeni, valutabili durante lo sviluppo o in età già adulta, quindi utilizzato come misura complementare al 2D:4D. Peraltro, è stata riscontrata una relazione positiva con la fertilità maschile, che sarebbe direttamente proporzionale alla distanza.
L'importanza statistica di questa misura si basa sull'assunto che questa distanza aumenta nei ragazzi quando in utero il testicolo embrionale comincia a produrre testosterone. Nello sviluppo durante la pubertà questa distanza è ancora governata dagli ormoni sessuali. Negli esseri umani la distanza anogenitale sembra anche essere correlata a un aumentato rischio di anomalie che evocano anche una femminilizzazione, che invece è generalmente attribuita all'opera di interferenti endocrini durante la vita fetale, nel momento della formazione testicolare..

## Le altre dita della mano

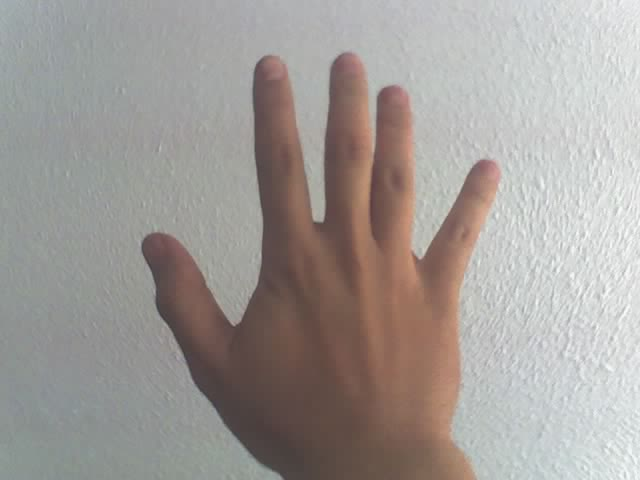
Mano destra dove l'anulare non è della stessa lunghezza dell'indice

Un ruolo potenziale e non indagato quale segno (marcatore statistico) di altri tratti psico-somatici, malattie e/ o disordini psichiatrici, è dato dalle altre dita della mano destra o sinistra, e anche del piede (fattore studiato negli animali, ma non nell'uomo). Ciò è verificato in varie trisomie, mentre non indica nulla di particolare e non è usata per la diagnosi delle trisomie del cromosoma sessuale. Tuttavia, l'unico studio disponibile sulla correlazione 2D:4D e la sindrome di Klinefelter, evidenzia che i maschi con sindrome hanno 2D:4D medi come quelli della popolazione femminile sana.
Nella Sindrome di Down è nota un'incidenza superiore al 55% di anomalia del quinto dito corto (clinodattilia), incurvato all'interno di mani corte e tozze, con la falange media del 5° dito che presenta un'unica plica di flessione; spazio eccessivo fra alluce e secondo dito del piede. Indice, medio e anulare tendono ad avere la stessa lunghezza, per cui il digit ratio tendendo a uno, sembra non avere impatto sull'incidenza della sindrome.
Un vasto studio del 2015 su 6.015 adolescenti, di cui una minoranza affetta da ASD, non evidenzia correlazione con 4 test psico-metrici usati come predittòri di Autism Spectrum Disorders. Non si trova correlazione con anomalie degli ormoni sessuali in età puberale e adulta: i soggetti maschi hanno concentrazioni di ormoni ipofisari e testicolari paragonabili a quelle degli altri adolescenti maschi, mentre non si hanno studi riguardo alla fertilità.

## Critiche
Il digit ratio ha attirato l'attenzione dei media mainstream per le supposte correlazioni con salute e comportamento, tuttavia la credibilità e l'utilità di ricerche su relazioni tra il digit ratio e i tratti è stata sottoposta a critiche. I critici hanno appurato che queste ricerche mancano da una moderata a una forte significanza statistica, sistematicamente non riuscendo a essere replicati, e inutili in qualità di variabile proxy.
Nonostante sembri che le ricerche sul digit ratio riscontrino significanza statistica, ci sono state critiche da parte di ricercatori per non essere state in grado di spiegare la maggior parte della variazione in un dataset, con uno degli studi più pubblicizzati sull'argomento che non risce a speigare il 96% della variazione. Inoltre, è stata sollevata scetticità su un eccesso di studi che mancano di una correlazione causa-effetto tra il digit ratio e i supposti tratti, ricerche che spesso mancano di una qualunque motivazione teorica. Questa critica è stata dimostrata nell'articolo "Giving science the finger—is the second-to-fourth digit ratio (2D:4D) a biomarker of good luck? A cross sectional study", correlando un basso 2D:4D digit ratio con la buona fortuna, anncorché seguendo i metodo di ricerca stabiliti.
L'utilizzo del digit ratio come una variabile proxy è stata sottoposta a esame accurato, poiché gli studi che investigano la relazione tra un tratto e una variabile osservabile non considerano altre possibili variabili confondenti. Questo è specialmente problematico nei casi in cui la relazione è probabilmente debole, come nel caso del testosterone prenatale. Inoltre i critici hanno fatto notare che controllare per le variabili confondenti è un compito impossibile per la lista in espansione dei confondenti, tra cui etnia, sesso, condizioni fisiche, mediche e comportamentali.
Ricercatori hanno fatto anche presente la ricerca sul digit ratio è rappresentativa dell'attuale crisi della replicazione. Non solo studi e meta-analisi successivi non sono stati in grado di replicare ricerche precedenti, ma hanno spesso prodotto risultati contraddittori, o non hanno retto a esami più rigorosi. Lo psicologo Martin Voracek ha criticato il campo per i suoi risultati irriproducibili, affermando che è "come un castello di carte costruito su una base sconosciuta e incerta" e comparando "il lavoro sui rapporti delle dita alla frenologia o alla fisiognomia, le idee screditate per le quali la forma della testa o le caratteristiche facciali delle persone rivelino la loro personalità, carattere o intelligenza.

## Nelle altre specie animali
- Emma Nelson e Susanne Shultz stanno attualmente studiando come 2D:4D si riferisce alle strategie di accoppiamento dei primati e l'evoluzione della socialità umana.[108]
- il gruppo di ricerca di Nancy Burley ha dimostrato il dimorfismo sessuale nel diamante mandarino, e ha trovato una correlazione tra il rapporto nelle femmine e l'intensità della loro preferenza sessuale per i tratti selezionati nei maschi.[109]
- Alžbeta Talarovičová e collaboratori hanno scoperto che nei ratti elevati livelli di testosterone durante il periodo prenatale possono influenzare la lunghezza del quarto dito (4D), il rapporto 2D:4D, e l'attività motoria in campo aperto.[110]
- Alcuni studiosi e i loro studenti hanno esaminato il rapporto 2D:4D nell'arto anteriore in linee di topi allevati selettivamente con lo scopo di far girare una ruota ad alta velocità. I topi che correvano a velocità più alta, possedevano un 2D:4D maggiore: questa femminilizzazione apparente è opposta a quanto visto negli esseri umani, fra il 2D:4D e la forma fisica, ed è difficile da conciliare con l'idea che il 2D:4D nel caso dei topi sia utilizzabile come una chiara evidenza della esposizione agli androgeni in età prenatale. Gli autori suggeriscono che 2D:4D può riflettere più accuratamente l'effetto di glucocorticoidi o di altri fattori che regolano l'espressione genica.[111]